# دبلوم عالي في إدارة الفنادق
دبلوم عالي في إدارة الفنادق (بالإنجليزية: Higher Diploma in Hospitality Management)، شهادة تُعطى من جامعة أو معهد والمدة الدراسية لهذه الدراسة تتراوح بين 2- 3 سنوات بحسب الجامعة.

## وصلات خارجية
- موقع جامعة إدارة الأعمال والفنادق في سويسرا Business & Hotel Management School - Switzerland.
- Swiss Universities handbook  موقع يضم الجامعات السويسرية - بالإنجليزية.
- موقع الجامعة الدولية لإدارة الفنادق والسياحة في مدينة لوسيرن، سويسرا نسخة محفوظة 13 نوفمبر 2008 على موقع واي باك مشين. بالعربي.
- الدراسة في سويسرا

## مواضيع مشابهة
- بكالوريوس في إدارة الفنادق.
- ماجستير في إدارة الفنادق.
- ماجستير إدارة الأعمال.